# 甘道夫嶺
甘道夫嶺（英語：Gandalf Ridge）是南極洲的山嶺，位於維多利亞地的斯科特海岸，處於莫寧火山以北，以《魔戒》角色命名，現時由南極條約體系管理。

## 外部連結
- . . United States Geological Survey.   [2012-04-16].

78°21′S 164°7′E / 78.350°S 164.117°E